# Chata Socjologa

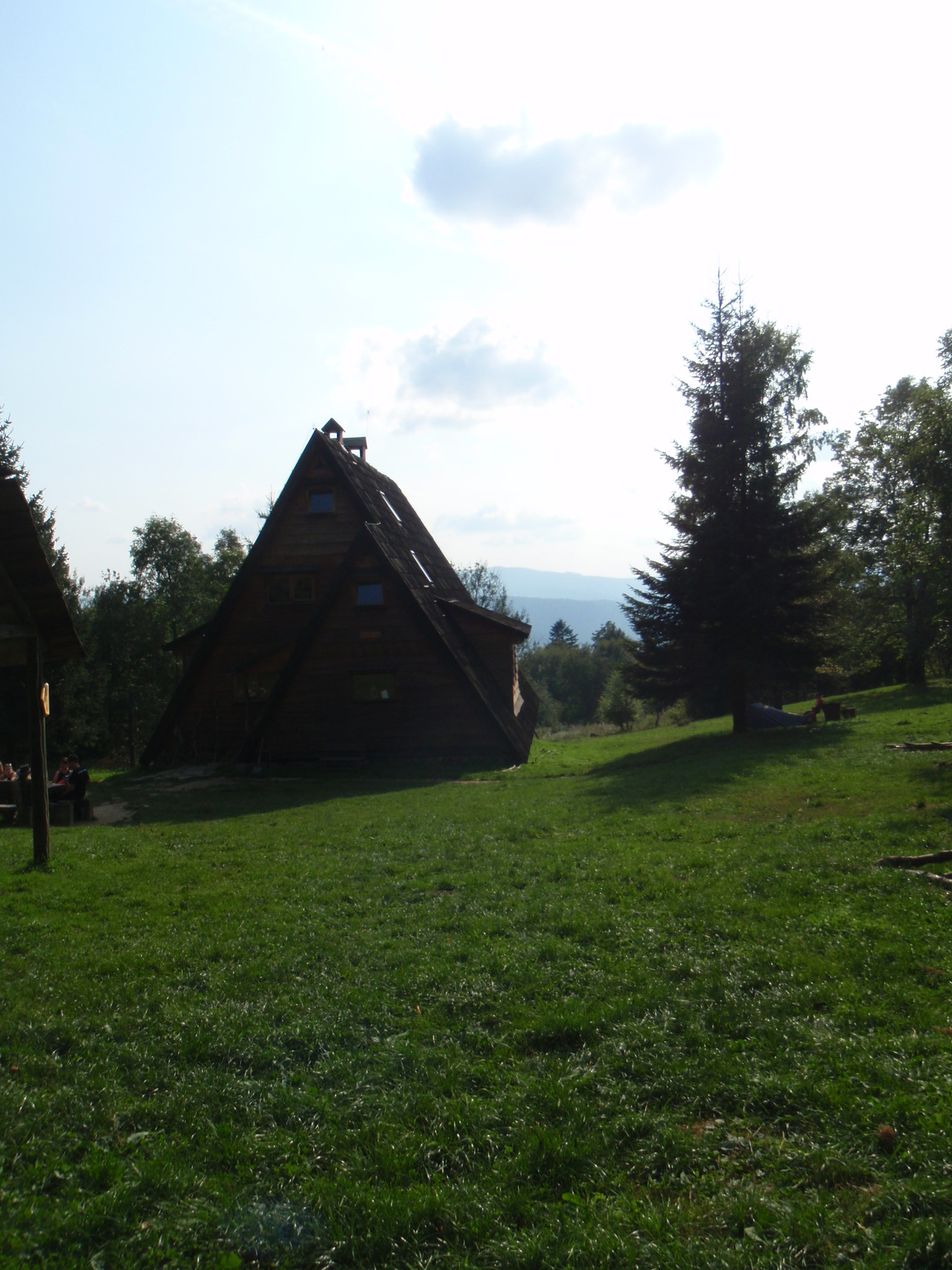
Chata Socjologa w sierpniu 2011

Chata Socjologa – drewniana chata studencka mieszcząca 30 osób, wzniesiona na szczycie pasma Otryt, w miejscu przedwojennego przysiółka wsi Chmiel o nazwie Otryt Górny.

## Budowa
Powstała w 1973 z inicjatywy Henryka Kliszko z Instytutu Socjologii UW oraz Norberta S. Wasilewskiego z Sekcji Turystyki Pieszej „Nogi” warszawskiego TKKF. Zbudowało ją środowisko studenckie skupione głównie wokół Instytutu Socjologii UW – stąd pochodzi nazwa chaty.
Początkowo przy budowie pracowało siedem osób, potem ich liczba rozrosła się do około stu. Wszystkie etapy budowy, oraz późniejsze remonty i odbudowa prowadzone były w formie obozów budowlanych i studenckich. Młodzi ludzie wydobywali żwir z rzeki, cięli drewno na belki w tartaku, kopali doły pod fundamenty, pogłębiali ujęcie wody. Przy budowie pierwszej chaty do postawienia zrębu chaty zatrudniono cieśli podhalańskich. Budowa drugiej chaty przeprowadzona została przez członków i sympatyków Stowarzyszenia Klub Otrycki. Z przyczyn ideowych w chacie nie ma prądu, bieżącej wody, gazu, daleko jest do najbliższych zabudowań wiejskich, sklepu czy poczty. W pobliżu chaty znajdują się dwa źródełka.
13 stycznia 2003 Chata Socjologa spłonęła, pozostał tylko kominek. W ciągu jednego roku ludzie z nią związani odbudowali ją własnymi środkami i z darowizn. Odbudowę rozpoczęto w sierpniu 2003, a w 2004 została oddana do użytku w stanie surowym. Jest nieco większa niż jej pierwsza wersja. W 2015 przy chacie powstało niewielkie obserwatorium astronomiczne.

## Działania
Od początku chata miała być i była miejscem prowadzenia swobodnych dyskusji naukowych, obozów studenckich, domem pracy twórczej oraz wymiany poglądów w duchu ideologii marksistowskiej. Nie prowadzono w niej działalności turystycznej, z wyjątkiem kilku miesięcy w 1982, gdy po aresztowaniu gospodarza chaty przejął ją Almatur. Od samego początku Chatą opiekuje się Klub Otrycki, od 1990 r. zarejestrowany jako stowarzyszenie. Nieprzerwanie organizowane są w niej obozy artystyczne i naukowe m.in. Warsztaty Inicjacyjne organizowane przez Instytut Socjologii Uniwersytetu w Białymstoku, majowe happeningi w stylu Pomarańczowej Alternatywy, koncerty piosenek i ballad wędrownych, pokazy filmowe, a także warsztaty szamańskie.